# انقلاب 2013 في مصر

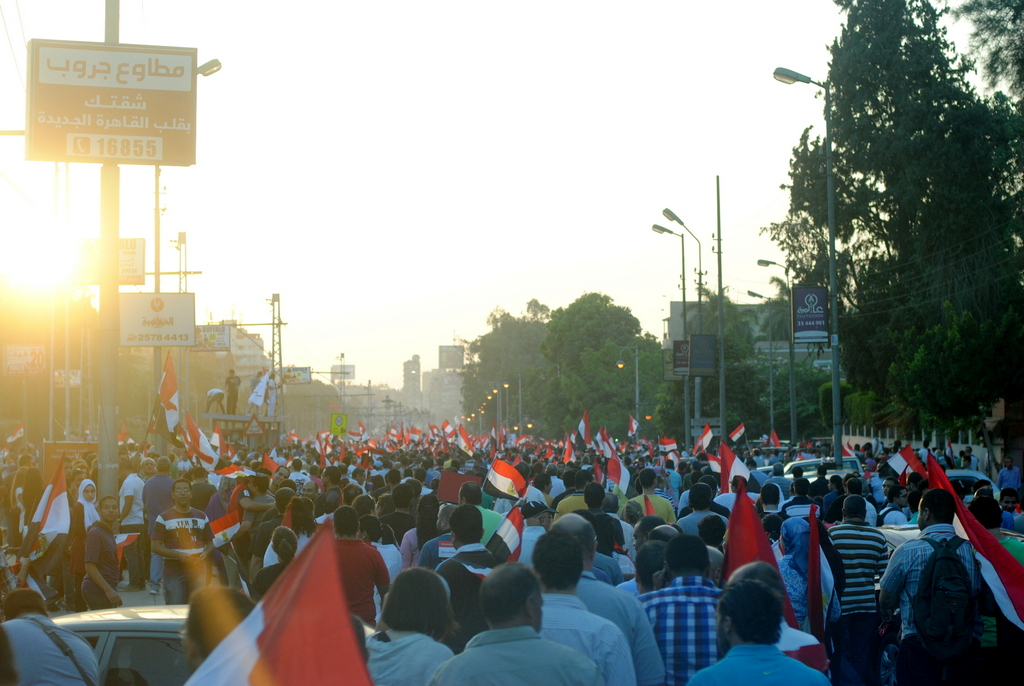
مظاهرات ضد الرئيس محمد مرسى في القاهرة يونيو 28

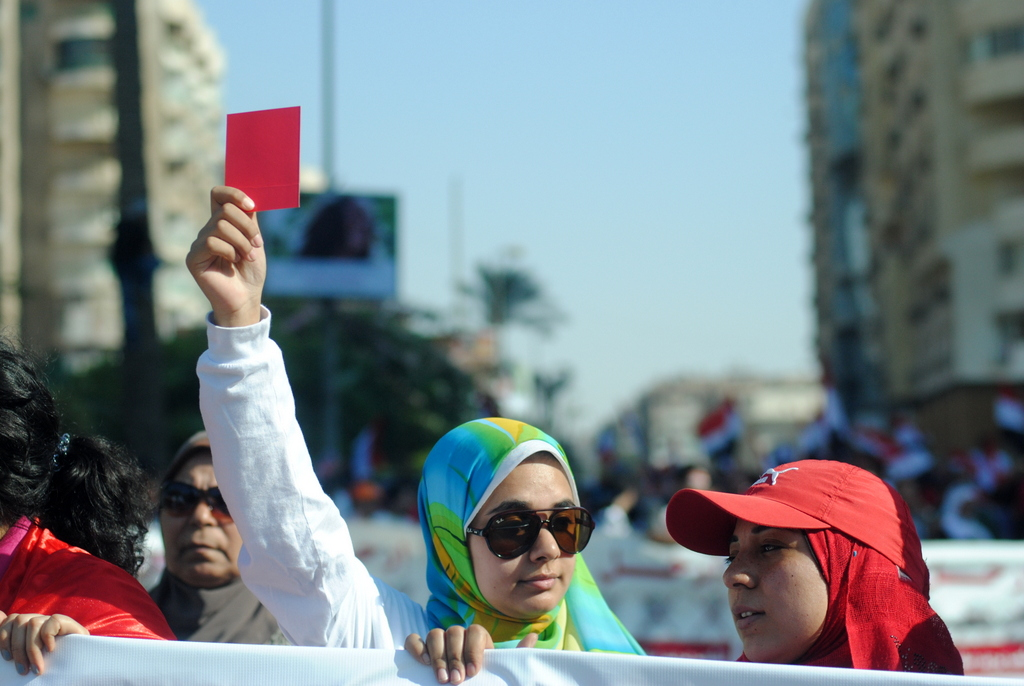
متظاهره ترفع الكارت الأحمر ضد الرئيس محمد مرسي في مظاهرات 30 يونيو 2013

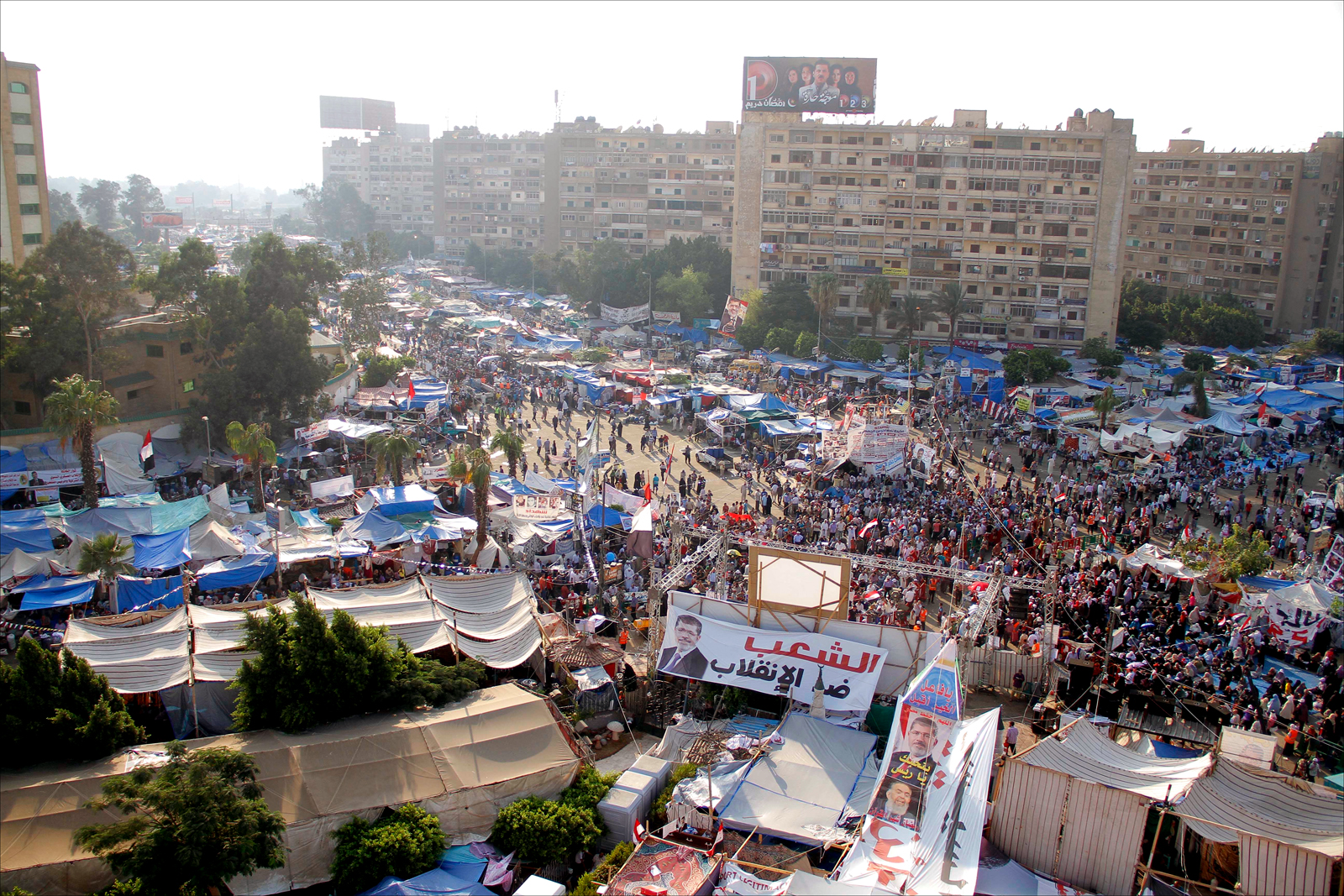
مظاهرات ضد الإنقلاب

انقلاب 2013 في مصر هو انقلاب عسكري  قام به الجيش المصري تحت قيادة الفريق أول عبد الفتاح السيسي في 3 يوليو 2013 الموافق 24 شعبان 1434هـ، وعزل الرئيس المصري المنتخب محمد مرسي وعطّل العمل بالدستور وقطع بث عدة وسائل إعلامية. وكلّف رئيس المحكمة الدستورية عدلي منصور برئاسة البلاد. وجرى احتجاز الرئيس محمد مرسي في مكان غير معلوم لعدة أشهر، وصدرت أوامر باعتقال 300 عضوًا من الإخوان المسلمين. وجاء تحرك الجيش بعد سلسلة من المظاهرات للمعارضة المصرية طالبت بتنحي الرئيس محمد مرسي وطالبت وزير الدفاع عبد الفتاح السيسي بالتدخل للإستجابة لمطلبهم، ورفعوا هتافات «إنزل يا سيسي مرسي مش رئيسي».
وترفض أطراف في المعارضة المصرية المؤيدة للتدخل العسكري ضد الرئيس المنتخب تسمية انقلاب حيث تعتبر ما جرى إستجابة لمطلب الشعب.
كانت ردود الفعل الدولية على الأحداث مختلطة. كان معظم القادة العرب بشكل عام داعمين أو محايدين، باستثناء قطر وتونس الذين أدانوا بشدة أعمال الجيش. تجنبت الولايات المتحدة وصف العملية بأنها انقلاب. وقد أدانت دول أخرى عزل الرئيس أو أعربت عن قلقها بشأنه. وقد علَّق الاتحاد الأفريقي عضوية مصر في هذا الاتحاد وِفق لوائحه التي تقضي بتعليق عضوية الدول التي يجري فيها انقلابات. كما كان هناك جدل في وسائل الإعلام بشأن تسمية هذه الأحداث حيث وصفته بعض وسائل الإعلام بأنه انقلاب ووصفه البعض الآخر بأنه ثورة.
في 3 يوليو 2013 أعلن وزير الدفاع الفريق أول عبد الفتاح السيسي عزل الرئيس محمد مرسي، وتعطيل العمل بدستور 2012، وتعيين رئيس المحكمة الدستورية العليا المستشار عدلي منصور رئيسًا مؤقتًا، وأُعلن عن عدة إجراءات صحبت ذلك عُرِفت بخارطة الطريق أيدها المعارضون للرئيس، واعتبروا ذلك تأييداً لمطالب شعبية، بينما اتُهمت تلك الإجراءات من قبل جزء آخر من المُجتمع المصري والدولي بأنها انقلاب عسكري.
تم قمع الاحتجاجات المؤيدة لمرسي بالعنف وبلغت ذروتها بفض ومذبحة الاعتصامات المؤيدة لمرسي في 14 أغسطس 2013 ، وسط الاضطرابات المستمرة. وقتل عدة مئات من المتظاهرين على أيدي الشرطة والجيش. ويقول مؤيدو مرسي إن 2600 شخص قتلوا. وثقت هيومن رايتس ووتش 904 حالة وفاة، ووصفتها بأنها جرائم ضد الإنسانية و "واحدة من أكبر عمليات قتل المتظاهرين في العالم في يوم واحد في التاريخ الحديث" ، بينما قدرت الحكومة الرقم بـ 624، تبع ذلك شن جماعة أنصار بيت المقدس وجماعة جند الإسلام سلسلة هجمات وتفجيرات واغتيالات ضد الجيش والشرطة، كما حدثت اعمال انتقامية منها الهجوم علي قسم كرداسة وتصاعدت الهجمات في باقي محافظات مصر.

## الاختلاف حول التسمية
حصل تباين في ردود الأفعال حول ما قام به الجيش المصري، فاعتبره البعض انقلاباً عسكرياً، واعتبره البعض الآخر استجابة «للمطالب الشعبية».

## الخلفية
تولى الرئيس محمد مرسي رئاسة الجمهورية بعد فترة أدار فيها المجلس الأعلى للقوات المسلحة شؤون البلاد عقب سقوط حكم الرئيس محمد حسني مبارك الذي أعلن تنحيه عن الحكم بعد 18 يومًا من التظاهرات. وبعد مرور عشرة أشهر على حكم محمد مرسي، تأسست حركة تمرد في 26 أبريل 2013، وهي حركة لِجمع توقيعات المصريين لسحب الثقة من الرئيس محمد مرسي وإجراء انتخابات رئاسية مبكرة. أعلنت الحركة عن جمع 22 مليون توقيع لسحب الثقة من الرئيس، ودعت هؤلاء الموقعين للتظاهر يوم 30 يونيو. ورفضت المعارضة دعوة الرئيس للحوار وتشكيل لجنة لتعديل الدستور والمصالحة الوطنية، وذلك في خطاب امتد لساعتين ونصف. وتلا محمد البرادعي بيان جبهة الإنقاذ المعارِضة، وقال إن خطاب محمد مرسي «عكس عجزًا واضحًا عن الإقرار بالواقع الصعب الذي تعيشه مصر بسبب فشله في إدارة شؤون البلاد منذ أن تولى منصبه قبل عام». وتمسكت الجبهة بالدعوة إلى إجراء انتخابات رئاسية مبكرة.
دعا شيخ الأزهر أحمد الطيب في بيان كل مصري إلى تحمل مسؤوليته «أمام الله والتاريخ والعالم» وحذر من الانجراف إلى الحرب الأهلية «التي بدت ملامحها في الأفق والتي تنذر بعواقب لا تليق بتاريخ مصر ووحدة المصريين ولن تغفرها الأجيال لأحد». ودعا بابا الأقباط الأرثوذكس تواضروس الثاني المصريين إلى التفكير معًا والتحاور معًا، وطلب منهم الصلاة من أجل مصر.

## تسلسل الأحداث

### التظاهرات (30 يونيو - 1 يوليو)
بعد احتجاجات شعبية مستمرة في مصر ضد الرئيس محمد مرسي، خرجت مظاهرات يوم 30 يونيو 2013 في الذكرى السنوية الأولى لإنتخاب الرئيس، ووفق مصادر المُعارضة خرج ملايين المتظاهرين في أنحاء مصر وطالبوا باستقالة فورية للرئيس، تحولت المظاهرات إلى العنف بعد أن كانت سلمية إلى حد كبير، قتل خمسة متظاهرين مناهضين للرئيس في اشتباكات وإطلاق نار، في الوقت نفسه، نظم أنصار الرئيس مظاهرات حاشدة تحولت في الأيام التالية إلى اعتصام في مدينة نصر في القاهرة، وجمعت حركة تجرد المؤيدة للرئيس 26 مليون توقيع مقارنة بحملة تمرد التي جمعت 22 مليون توقيع.
في صباح يوم الاثنين 1 يوليو نهب المحتجين المناهضين للرئيس مقر جماعة الإخوان المسلمين في المقطم بالقاهرة،، أوقعت الاشتباكات عند المقر 10 قتلى من مؤيدي الرئيس.

### بيان القوات المسلحة (1 يوليو)
في عصر الاثنين 1 يوليو، أصدر القائد العام للقوات المسلحة عبد الفتاح السيسي بيانًا يمهل القوى السياسية مهلة مدتها 48 ساعة لتحمل أعباء الظرف التاريخي، وذكر البيان أنه في حال لم تتحقق مطالب الشعب خلال هذه المدة فإن القوات المسلحة ستعلن عن خارطة مستقبل وإجراءات تشرف على تنفيذها.
رد عليها الرئيس محمد مرسي بخطاب يدافع فيه عن شرعيته.
في أعقاب ذلك، طالب كل من حزب النور السلفي والدعوة السلفية الرئيس محمد مرسي بالموافقة على إجراء انتخابات رئاسية مبكرة، وجاء في البيان تعبير عن الخشية من عودة الجيش للحياة العامة. وفي نفس اليوم استقال خمسة وزراء من الحكومة المصرية تضامنًا مع مطالب المتظاهرين، واستقال مستشار الرئيس للشؤون العسكرية الفريق سامي عنان، الذي قال أن منصبه كان شرفيًا ولم يكلف بأي مهمة. وقدم 30 عضوًا في مجلس الشورى استقالاتهم. وذكرت وكالة الأنباء الرسمية أن محمد كامل عمرو وزير الخارجية قدم استقالته. وفي الليل، أصدر التحالف الوطني لدعم الشرعية بيانًا جاء فيه إعلان الرفض البات والمطلق محاولة «البعض استرداد هذا الجيش للانقضاض على الشرعية والانقلاب على الإرادة الشعبية». وقد أعلنت وزارة الداخلية في بيان لها تضامنها مع بيان القوات المسلحة مذكرة بأنها تقف على مسافة واحدة من جميع التيارات السياسية. وأسهم بيان الجيش في دفع مؤشرات البورصة المصرية.
وأصدرت الرئاسة المصرية بيانًا في الساعات الأولى من الثلاثاء 2 يوليو جاء فيه أن الرئاسة المصرية ترى أن بعض العبارات الواردة في بيان الجيش «تحمل من الدلالات ما يمكن أن يتسبب في حدوث إرباك للمشهد الوطني المركب». في وقت لاحق من الثلاثاء أصدرت محكمة النقض حكمًا ببطلان تعيين النائب العام طلعت عبد الله في منصبه، والذي كان الرئيس محمد مرسي قد عينه سابقًا بعد أن قام بعزل عبد المجيد محمود.

### المظاهرات المؤيدة لمحمد مرسي (2 يوليو)
خرجت مظاهرات يوم الاثنين في محافظات مصرية مختلفة تأييدًا للرئيس محمد مرسي بعد بيان القوات المسلحة، فسارت تظاهرات للمؤيدين للرئيس في كفر الشيخ يوم الثلاثاء 2 يوليو بعد صلاة الظهر وتجمعوا عند ديون عام المحافظة. ووقعت اشتباكات بين المئات من مؤيدي ومعارضي مرسي في محيط جامعة القاهرة استمرت إلى صباح الأربعاء. أدت إلى مقتل 22 شخصًا وجرح ما يزيد على 200 آخرين.

### خطاب الرئيس محمد مرسي (2 يوليو)
في ليلة يوم الإثنين 2 يوليو دافع الرئيس في خطاب طويل عن شرعيته، وتحدث عن مبادرة قُدِّمت إليه من بعض الأحزاب تضمنت عدة نقاط منها تشكيل حكومة كفاءات وتشكيل لجنة مراجعة الدستور ولجنة عليا للمصالحة الوطنية وتعجيل الاجراءات في قانون الانتخابات النيابية واتخاذ اجراءات لتمكين الشباب في السلطة التنفيذية ووضع ميثاق شرف إعلامي، وأعلن أنه موافق عليها بجميع نصوصها، ودعا للحفاظ على مكتسبات ثورة 25 يناير وعدم العودة بالبلاد لما كانت عليه قبلها.

### بيان القوات المسلحة (3 يوليو)

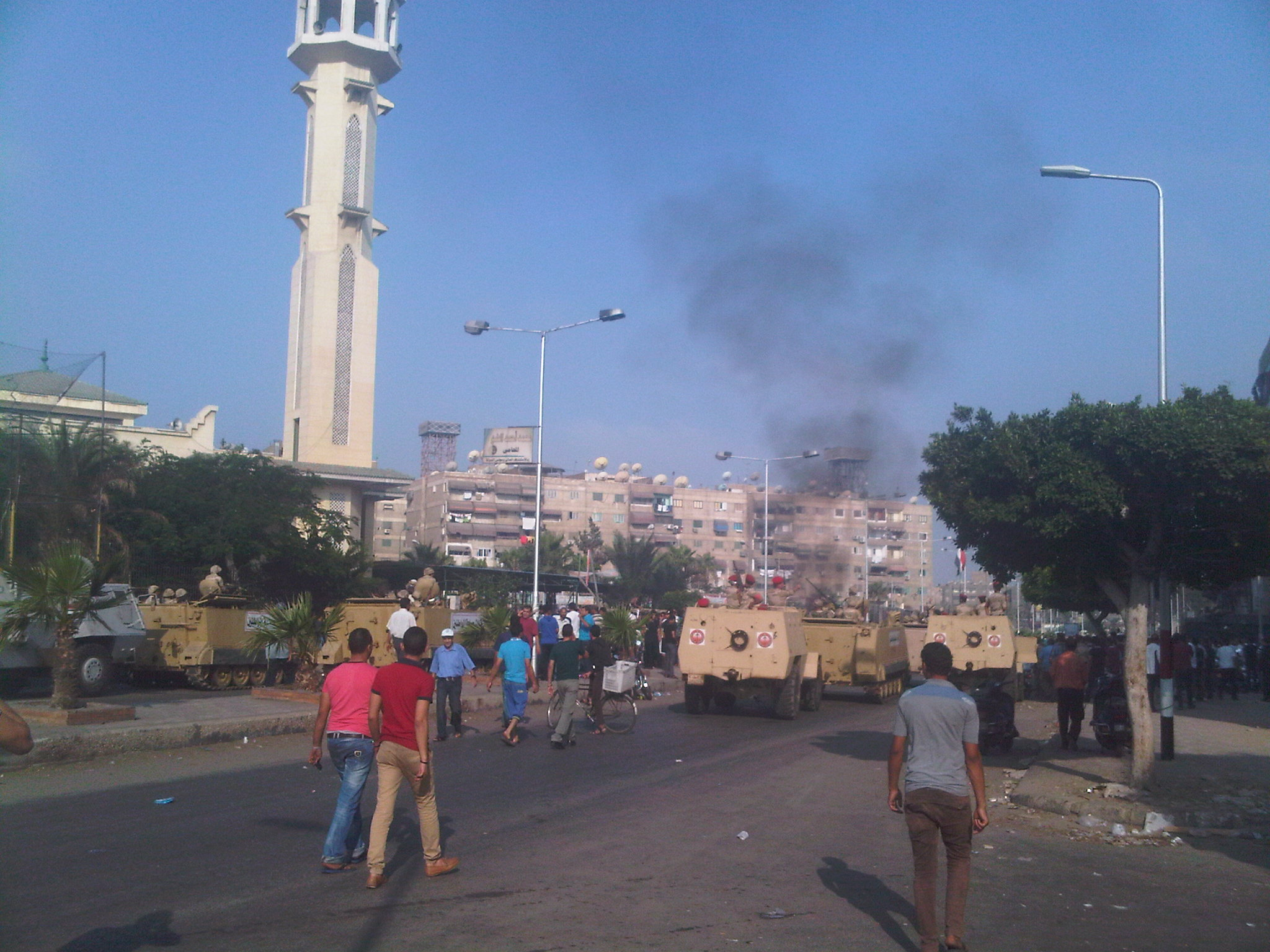
حرق منصة أمام جامع رئيسي في بورسعيد

في مساء 3 يوليو في التاسعة مساءً، وبعد انتهاء المهلة التي منحتها القوات المسلحة للقوى السياسية، أعلن وزير الدفاع الفريق عبد الفتاح السيسي إنهاء حكم الرئيس محمد مرسي على أن يتولى رئيس المحكمة الدستورية العليا إدارة شئون البلاد لحين إجراء انتخابات رئاسية مبكرة، وعطّل العمل بالدستور وعقب البيان قام شيخ الأزهر أحمد الطيب بإلقاء بيان عقبه بيان للبابا تواضروس الثاني بابا الإسكندرية ثم بيان للدكتور محمد البرادعي المفوض من قبل المعارضة المصرية.
أعلن السيسي خطة وفاق وطني بخارطة مستقبل من عدة نقاط كالتالي:
1. تشكيل حكومة كفاءات وطنية تتمتع بجميع الصلاحيات لإدارة المرحلة الحالية.
2. تشكيل لجنة مراجعة التعديلات الدستورية على دستور 2012.
3. مناشدة المحكمة الدستورية العليا إقرار قانون انتخابات مجلس النواب، والبدء في إجراءات الإنتخابات.
4. إتخاذ إجراءات لتمكين ودمج الشباب في مؤسسات الدولة ليكونوا شركاء القرار في السلطة التنفيذية.
5. تشكيل لجنة عليا للمصالحة الوطنية تمثل مختلف التوجهات.
6. وضع ميثاق شرف إعلامي يكفل حرية الإعلام ويحقق القواعد المهنية والمصداقية.

### الأحداث التالية لعزل الرئيس (4 يوليو)
قطع بث وسائل الإعلام
فور إعلان البيان العسكري تم قطع جميع وسائل الإعلام المؤيدة للرئيس محمد مرسي ومنها قناة الناس والرحمة والحافظ ومصر 25، كما ألقت قوات الشرطة العسكرية القبض على اثنين من مذيعي قناة مصر 25 بينهم المذيع محمد جمال هلال ومدير المونتاج بالقناة وضيفين. كما اقتحمت أجهزة الأمن المصرية وأغلقت مكاتب واستوديوهات قنوات «الجزيرة مباشر مصر»،  «والجزيرة الإخبارية» و«الجزيرة الإنجليزية» وأوقفت أجهزة البث، واحتجزت أجهزة الأمن مدير قناة «الجزيرة مباشر مصر» ومدير مكتب «الجزيرة الإخبارية» بالقاهرة، مع عدد من العاملين، وأجبرت العاملين والضيوف في«الجزيرة مباشر مصر» على التوقف عن الكلام وإيقاف بث نقل صورة ميدان التحرير. كما انقطع بث «الجزيرة الإخبارية» و«الجزيرة مباشر مصر» على القمر الاصطناعي نايل سات.
احتجاز الرئيس ومعاونيه
باشرت السلطات حملة اعتقالات في صفوف جماعة الإخوان المسلمين بعدما أطاح الجيش بالرئيس محمد مرسي الذي كان عضوا بارزا بالجماعة، اُحتُجِز محمد مرسي في القصر الرئاسي مع بقية فريقه بعد أن حدد الجيش المهلة، ثم عُزِل عن الفريق ونُقِل إلى مقر وزارة الدفاع بعد انتهائها، واعتقل رئيس حزب الحرية والعدالة سعد الكتاتني، والنائب الأول لمرشد العام لجماعة الإخوان المسلمين خيرت الشاطر ونائبه رشاد البيومي والمرشد العام السابق مهدي عاكف وأمين عام حزب الحرية والعدالة بالجيزة حلمي الجزار، كما صدرت أوامر لاعتقال 300 عضو من الجماعة. واعتقلت السلطات كذلك إسلاميين آخرين بينهم حازم صلاح أبو إسماعيل. كما تواترت أنباء عن اعتقال المرشد العام للإخوان المسلمين محمد بديع، لكنه خرج في ميدان رابعة العدوية، وكذّب إشاعات فراره أو إلقاء القبض عليه وحذّر من «تزييف وسائل الإعلام الكاذبة».
احتجاجات رافضة للعزل
منذ إعلان البيان العسكري في 3 يوليو خرجت العديد من المظاهرات في أنحاء مختلفة من مصر، وأُصيب عشرات في اشتباكات بمحافظة الشرقية مسقط رأس محمد مرسي يوم الخميس 4 يوليو، وشُنّت هجمات أيضا في شبه جزيرة سيناء. فيما أعلن الجيش حالة الطوارئ القصوى في محافظتى السويس وجنوب سيناء، فيما أغلقت السلطات معبر رفح الحدودي مع قطاع غزة يوم الجمعة بعد ساعات من هجمات شنها مسلحون على معسكر قوات الأمن المركزي قرب رفح ومطار العريش القريب ونقاط تفتيش يقوم عليها الجيش والشرطة في المنطقة.
وخرجت مظاهرات يوم الجمعة تحت مسمى «جمعة الرفض»، احتجاجا على عزل الجيش للرئيس وتعيين رئيس المحكمة الدستورية رئيسا مؤقتا للبلاد.
تعيين رئيس مؤقت
في 4 يوليو أدّى عدلي منصور رئيس المحكمة الدستورية العليا اليمين أمام الجمعية العمومية للمحكمة رئيسا مؤقتا لمصر، وفي اليوم التالي أصدر قرارا بتعيين كل من المستشار علي عوض محمد صالح مستشارا دستوريا له والدكتور مصطفى حجازي مستشارا سياسيا. وفي تطور جديد للأحداث، أعلن المستشار عبد المجيد محمود النائب العام، الذي عاد إلى منصبه بعد إقالة النائب العام السابق طلعت عبد الله بحكم قضائي، اعتزامه التقدم بطلب إلى مجلس القضاء الأعلى للعودة إلى منصة القضاء معتذرا عن استمراره في منصبه.
شخصيات مُنعت من السفر أو اعتقلت

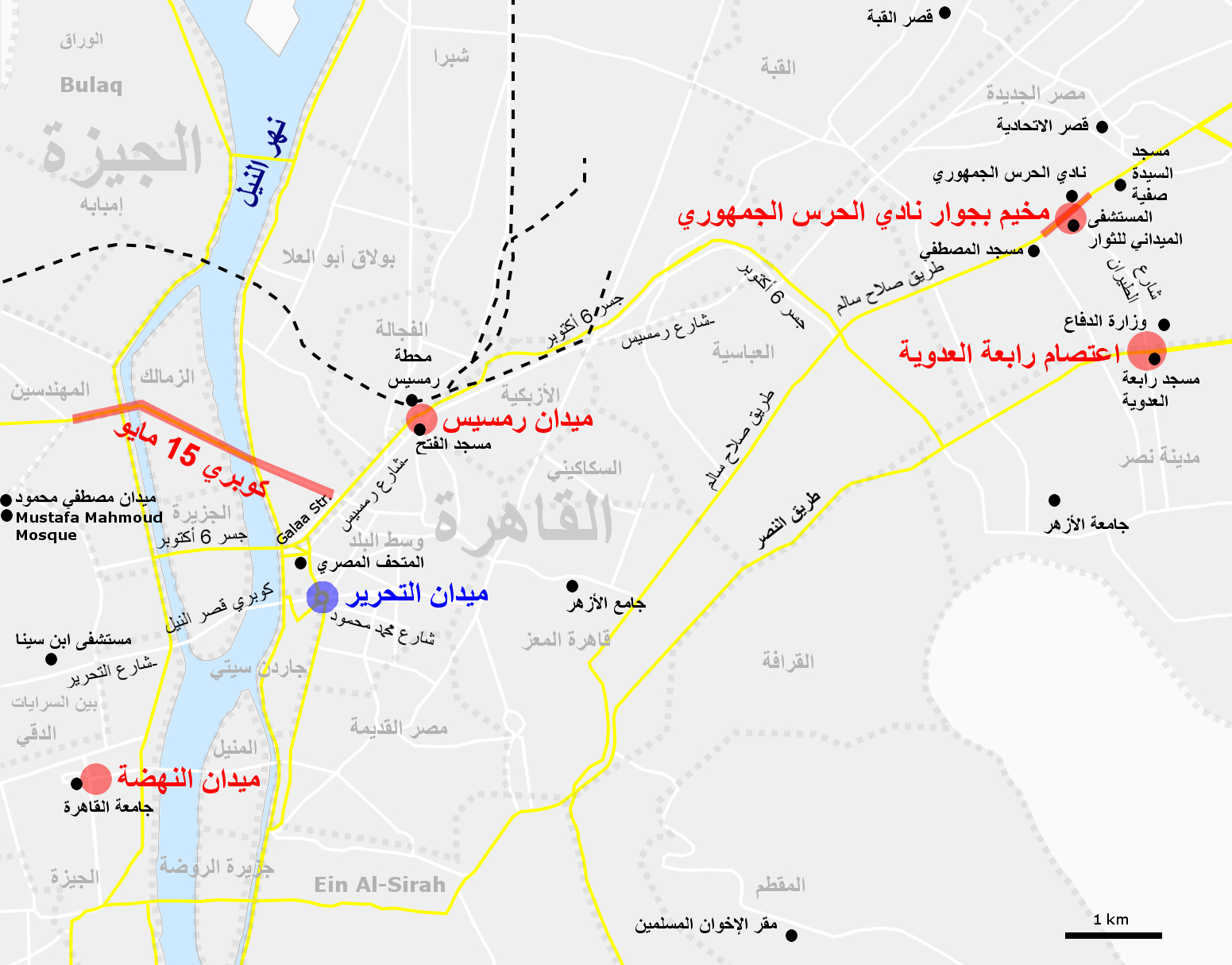
مواقع مظاهرات المؤيدين لعودة الرئيس محمد مرسي بالعاصمة المصرية في يوليو وأغسطس 2013.

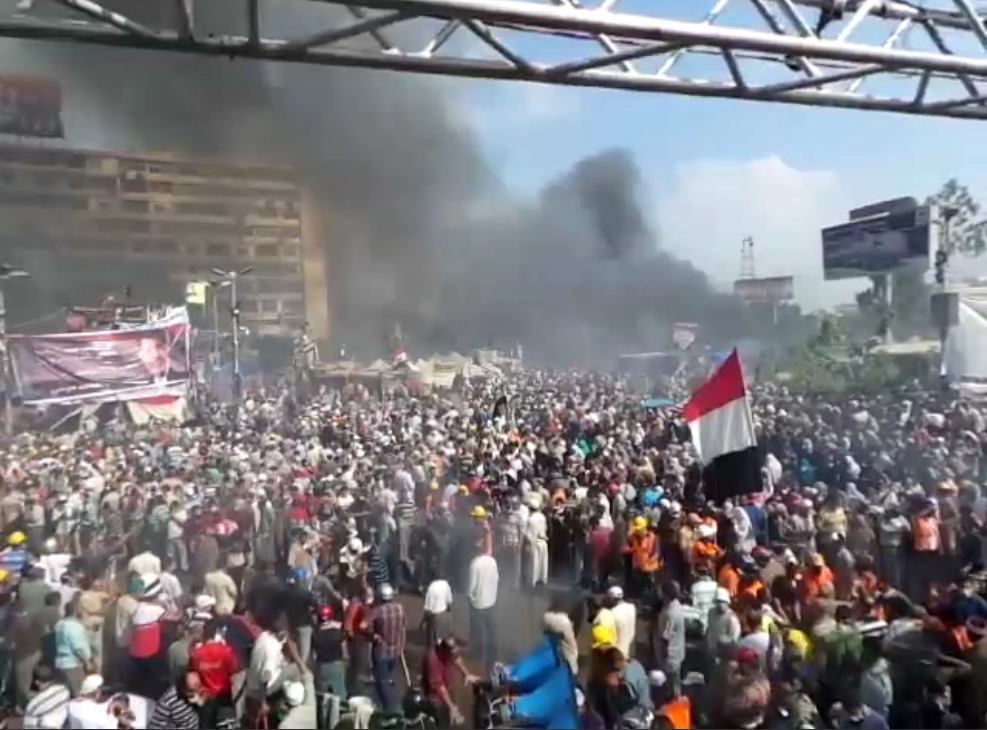
فض اعتصام رابعة العدوية.

صدرت إجراءات قضائية ضد عدد من الشخصيات القيادية في التيار الإسلامي:
| الشخصية                | المنصب                                   | الحالة                          |
| ---------------------- | ---------------------------------------- | ------------------------------- |
| محمد مرسي              | رئيس الجمهورية                           | منع من السفر، ابتداءً من 4 يوليو |
| محمد بديع              | مرشد جماعة الإخوان المسلمين              | منع من السفر، ابتداءً من 4 يوليو |
| خيرت الشاطر            | نائب مرشد جماعة الإخوان المسلمين         | منع من السفر، ابتداءً من 4 يوليو |
| محمد البلتاجي          | قيادي بجماعة الإخوان المسلمين            | منع من السفر، ابتداءً من 4 يوليو |
| صفوت حجازي             | داعية إسلامي                             | منع من السفر، ابتداء من 4 يوليو |
| سعد الكتاتني           | رئيس مجلس الشعب                          | منع من السفر، ابتداء من 4 يوليو |
| عاصم عبد الماجد        | عضو مجلس شورى الجماعة الإسلامية          | منع من السفر، ابتداء من 4 يوليو |
| صبحي صالح              | عضو مجلس الشعب عن الحرية والعدالة        | منع من السفر، ابتداء من 4 يوليو |
| عصام العريان           | نائب رئيس حزب الحرية والعدالة            | منع من السفر، ابتداءً من 4 يوليو |
| عصام سلطان             | نائب رئيس حزب الوسط                      | منع من السفر، ابتداءً من 4 يوليو |
| حمدي حسن               | عضو مجلس الشعب عن الحرية والعدالة        | منع من السفر، ابتداءً من 4 يوليو |
| سعد الحسيني            | محافظ كفر الشيخ                          | منع من السفر، ابتداءً من 4 يوليو |
| خالد عبد الله يونس     | داعية وإعلامي                            | اعتقل في 1 يوليو                |
| طارق الزمر             | رئيس المكتب السياسي لحزب البناء والتنمية | منع من السفر، ابتداءً من 4 يوليو |
| حازم صلاح أبو إسماعيل  | داعية إسلامي ومرشح رئاسي سابق            | منع من السفر، ابتداءً من 4 يوليو |
| أبو العلا ماضي         | رئيس حزب الوسط                           | مُنع من السفر، ابتداءً من 4 يوليو |
| عبد المنعم عبد المقصود | محامي جماعة الإخوان المسلمين             | مُنع من السفر، ابتداءً من 4 يوليو |
| محمود غزلان            | عضو مكتب إرشاد جماعة الإخوان المسلمين    | مُنع من السفر، ابتداءً من 4 يوليو |
| ماجد الزمر             | -                                        | مُنع من السفر، ابتداءً من 4 يوليو |
| نور الدين عبد الحافظ   | مذيع في قناة مصر 25                      | مُنع من السفر، ابتداءً من 4 يوليو |

## أحداث 8 يوليو
في يوم الإثنين 8 يوليو قُتل 51 شخصا على الأقل  وأصيب أكثر من 435 آخرين من مؤيدي الرئيس محمد مرسي، بنيران جنود أُطلقت من عدة مباني على المعتصمين قرب مبنى الحرس الجمهوري. وقال الجيش المصري في بيان أذاعه التلفزيون المصري إن «مجموعة إرهابية مسلحة» حاولت اقتحام المبنى قبض الجيش على 200 منهم، وبأن ضابطا قد قتل، وأوضح المعتصمون أن قوات الحرس الجمهوري فتحت النار عليهم أثناء تأدية صلاة الفجر في محاولة لفض الاعتصام.

## أحداث 24 يوليو
في 24 يوليو 2013 طالب وزير الدفاع عبدالفتاح السيسي جماهير المصريين للتظاهر يوم الجمعة المقبلة، من أجل تفويضه لمحاربة الإرهاب المحتمل، مما أدي لنزول مئات الالاف من المصريين لتلبية النداء. وتأتي تلك المطالبة جراء تصاعد وتيرة العنف في البلاد بين المؤيدين والمعارضين لخارطة الطريق التي أقرها الجيش لتحديد المستقبل السياسي بالبلاد. جاءت دعوة السيسي في كلمة ألقاها في حفل تخرج طلاب البحرية والدفاع الجوي وقال «أنا أطلب من المصريين طلبا يوم الجمعة لا بد من نزول كل المصريين الشرفاء الأمناء ليعطونني تفويضا وأمرا لإنهاء العنف والإرهاب».
دعوة السيسي رحبت بها "جبهة الإنقاذ الوطني" وحركة تمرد التي دعت الشعب المصري إلى تلبية الدعوة والنزول بكثافة لإظهار الدعم للجيش وخطته للفترة الانتقالية.

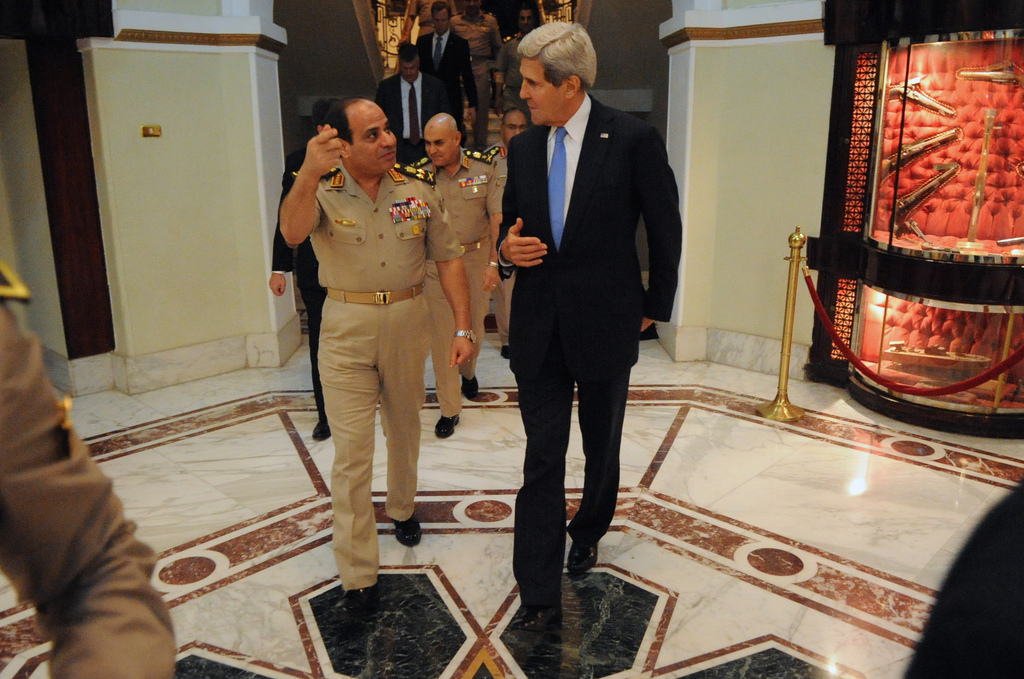
لقاء جون كيري بعبد الفتاح السيسي نوفمبر 2013.

## أحداث 14 أغسطس
في 14 أغسطس، 2013 قامت قوات الشرطة والجيش بالتحرك لفض اعتصامات المؤيدين لمحمد مرسي. وكانت الاعتصامات الرئيسية في ميدان رابعة العدوية في القاهرة وميدان النهضة بالجيزة. اختلفت التقديرات حول عدد القتلى والمصابين في الأحداث ولكن جاء تقرير وزارة الصحة بـ 578 قتيل ونحو 4200 مصاب من الجانبين. ووقعت أعمال عنف في العديد من المحافظات المصرية، حيث ذكرت بعض وسائل الإعلام قيام بعض مؤيدي محمد مرسي بحرق 21 قسم شرطة و4 كنائس.

### الأحداث
بعد اعتصام عدد كبير من مؤيدي الرئيس محمد مرسي لمدة 45 يوما في عدة ميادين، وفي الساعة السادسة والنصف صباحا من صباح يوم الأربعاء 14 أغسطس 2013 بدأ تحرك قوات من الشرطة تجاه المعتصمين في ميداني رابعة العدوية بالقاهرة وميدان نهضة مصر بالجيزة وأغلقت الطرق المؤدية إليهما، وصاحبت القوات جرافات للعمل على إزالة حواجز وضعها المعتصمون. قبل بدء العملية، أعلنت الشرطة أنها ستوفر ممرات آمنة لخروج المعتصمين. ثم تبع ذلك في حوالي الساعة الثامنة صباحا إطلاق كميات كبيرة من القنابل الدخانية المسيلة للدموع، وفي حوالي التاسعة صباحا تقدمت قوات الشرطة لفض اعتصام ميدان نهضة مصر أولًا، وصاحبت الشرطة مجموعات باللباس المدني أزالت الخيام واللافتات المؤيدة للرئيس المعزول. أظهرت الشرطة مقاطع فيديو تبين العثور على أسلحة وذخائر داخل نعوش في الاعتصام.

## ردود الفعل

### المحلية

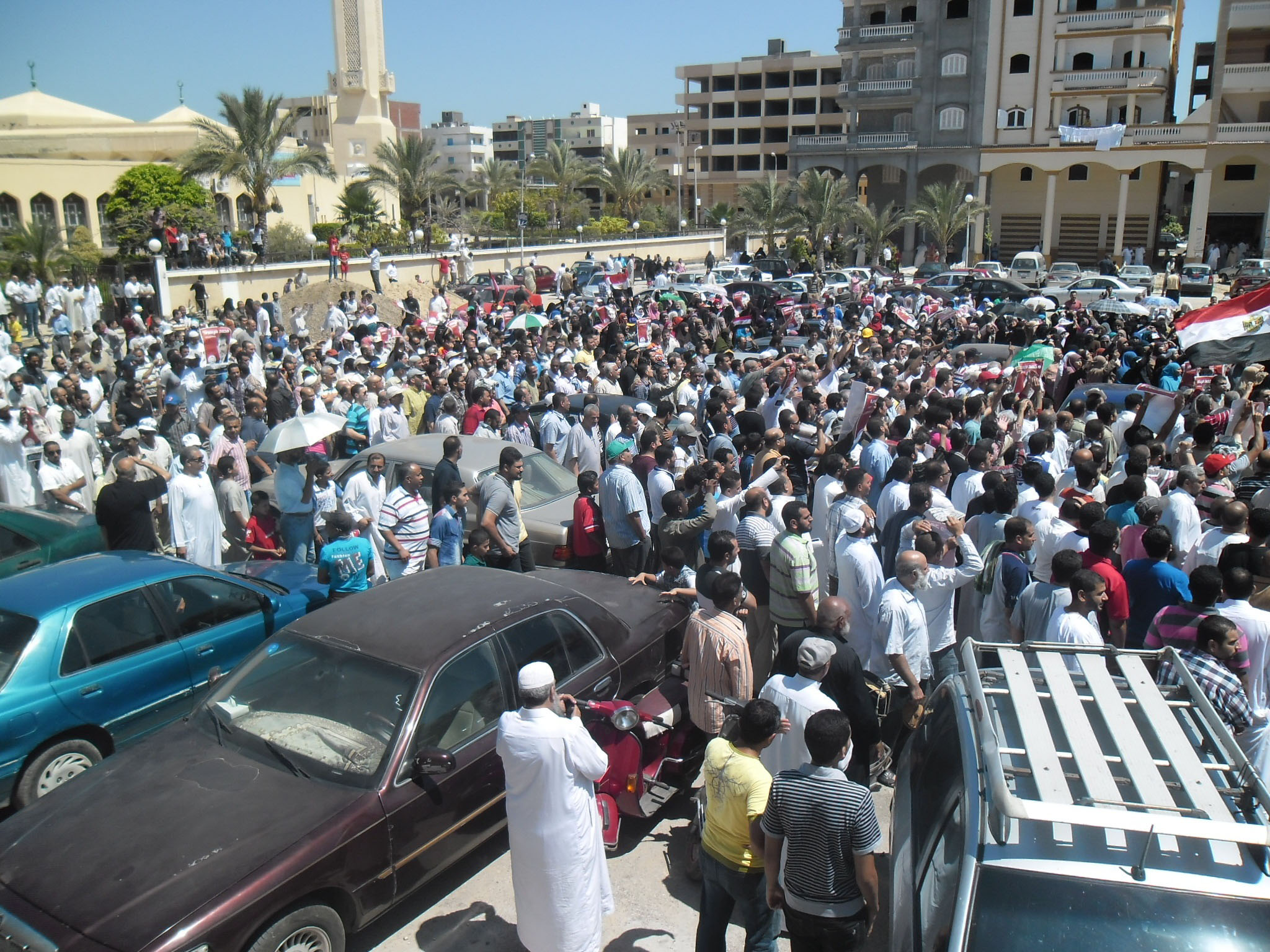
مظاهرة مطالبة بعودة محمد مرسي في دمياط.

- محمد مرسي: نُشِر بيان مصور على صفحته الرسمية على موقع فيسبوك رافضا بيان الجيش ومحذرا «سرقة الثورة» وداعيا «جميع المواطنين مدنيين وعسكريين إلى عدم الاستجابة لهذا الانقلاب».[95]
- وزارة الداخلية: أصدرت بيانا أكدت دعمها لبيان القوات المسلحة.[96]
- حزب الحرية والعدالة: أدان الانقلاب وذكر أنه «سيقف بكل حسم ضد هذا الانقلاب العسكري ولن يتعاون مع إدارة البلاد الحالية المغتصبة لسلطة الحكم».[97]
- حزب الوسط: انتقدت قيادات من الحزب الانقلاب وقالت أنه «يؤدي إلى مرحلة انتقالية غير واضحة المعالم».[98]
- التحالف الوطني لدعم الشرعية: تأسس التحالف الوطني لدعم الشرعية لمناهضة الانقلاب وضم عدة أحزاب مصرية وشخصيات عامة.
- اعتصام رابعة العدوية: استمر معارضو الانقلاب في الاعتصام بميدان رابعة العدوية بمصر لفترة تقارب الخمسين يوما إلى أن جرى فض الاعتصام بالقوة، ليظهر للوجود علامة جديدة هي شارة رابعة التي تحولت إلى علامة عالمية يرفعها معارضو الانقلاب حول العالم.

### الدولية

#### هيئات فوق وطنية
- الاتحاد الأفريقي: جاء في بيان من المجموعة أن رئيسها، نكوسازانا دالاميني-زوما، «يلاحظ أن إزالة الرئيس محمد مرسي كان انتهاكا لأحكام الدستور المصري ويقع تحت عقيدة الاتحاد الأفريقي حول التغييرات غير الدستورية للحكومة. [سيناقش مجلس السلام والأمن] الحالة في مصر ويتخذ القرارات المطلوبة.»[99] وأضافت من دلاميني-زوما أنها «تشعر بالقلق بشكل خاص من التوتر السائد في البلاد والمخاطر التي تشكلها هذه الحالة للاستقرار والأمن في مصر وكذلك لتوطيد عملية الديمقراطية. يؤكد موقف [الاتحاد الأفريقي] المبدئي بشأن التغييرات غير الدستورية للحكومة» الحاجة إلى«إيجاد استجابة مناسبة للتطلعات الشعبية في إطار الشرعية والمؤسسات المصرية.»[100] بعد النقاش في 5 يوليو، [99] اتخذ مجلس السلام والأمن قرارًا بتعليق عضوية مصر بسبب الانقلاب وأضاف أنه سيرسل فريقًا من«الشخصيات عالية المستوى» من أجل العمل على استعادة النظام الدستوري.[101]
- الاتحاد الأوروبي: قالت الممثلة السامية للاتحاد للشؤون الخارجية والسياسة الأمنية كاثرين أشتون: «أحث جميع الأطراف على العودة بسرعة إلى العملية الديمقراطية، بما في ذلك إجراء انتخابات رئاسية وبرلمانية حرة ونزيهة والموافقة على دستور، على أن يتم بشكل شامل تماما، للسماح للبلاد باستئناف وإكمال انتقالها الديمقراطي. وآمل أن تكون الإدارة الجديدة شاملة تماما وأن تكرر تأكيد أهمية ضمان الاحترام الكامل للحقوق والحريات الأساسية وسيادة القانون وأن تحاسب السلطات على ذلك. وإنني أدين بشدة جميع أعمال العنف، وأقدم تعازيتي لأسر الضحايا، وأحث قوات الأمن على بذل كل ما في وسعها لحماية حياة ورفاه المواطنين المصريين. أدعو جميع الأطراف لممارسة أقصى قدر من ضبط النفس».[102] وخلال زيارة إلى القاهرة، التقت أشتون بالرئيس المؤقت عدلي منصور، لكنها قالت أيضا إنها تأسف لعدم قدرتها على مقابلة الرئيس محمد مرسي. وقالت: «أعتقد أنه يجب إطلاق سراحه. لقد أكدت أنه بخير. كنت أود رؤيته».[103]
- الأمم المتحدة: قال الأمين العام بان كي مون: «في هذه اللحظة من استمرار التوتر الشديد وعدم اليقين في البلاد، يكرر الأمين العام نداءاته من أجل الهدوء وعدم العنف والحوار وضبط النفس. ومن الضروري اتباع نهج شامل لتلبية احتياجات وشواغل جميع المصريين. ولا يزال الحفاظ على الحقوق الأساسية، بما في ذلك حرية التعبير والتجمع، ذا أهمية حيوية. في احتجاجاتهم، أعرب العديد من المصريين عن إحباطات عميقة ومخاوف مشروعة. وفي الوقت نفسه، يثير التدخل العسكري في شؤون أي دولة القلق. لذلك، سيكون من الأهمية بمكان تعزيز الحكم المدني بسرعة وفقا لمبادئ الديمقراطية».[102] كما دعا إلى «الاستئناف السريع للحكم المدني».[104] وتحدث إلى وزير الخارجية المصري نبيل فهمي و«دعا إلى إنهاء كل العنف، وخاصة العنف الجنسي ضد المرأة».[105] وحثت المفوضة السامية لحقوق الإنسان نافي بيلاي جميع الأطراف على بذل جهود متضافرة لاستعادة الهدوء بضمان احترام وحماية حقوق الإنسان لجميع المواطنين، وترسيخها فيما بعد في القوانين والمؤسسات السليمة. وحثت مصر أيضا على وقف الاحتجاز التعسفي.[106]

#### الدول
- الأرجنتين: أصدرت وزارة الخارجية بيانا جاء فيه أن «الحكومة الأرجنتينية تتبع بقلق الأحداث الأخيرة في مصر التي أدت إلى انقطاع العملية الديمقراطية، وعوز سلطاتها الشرعية، وحالة سياسية واجتماعية معقدة».[107]
- أستراليا: دعا رئيس الوزراء كيفن رود إلى العودة السريعة إلى الديمقراطية في مصر ورفع تحذير السفر الوطني لمصر إلى ثاني أعلى مستوى لها.[108]
- البحرين: كتب الملك حمد بن عيسى آل خليفة إلى الرئيس المؤقت عدلي منصور: «بشرف عظيم، ننتهز هذه الفرصة لنهنئك على توليك مقاليد السلطة في مصر في هذا الوقت المهم في التاريخ. نحن على ثقة من أنك ستتحمل المسؤولية عن تحقيق تطلعات الشعب المصري».[100]
- كندا: دعا وزير الخارجية جون بيرد إلى «نظام ديمقراطي شفاف يحترم أصوات مواطنيه». ووصف متحدث باسم وزارة الخارجية إقالة الرئيس مرسي بأنه «انقلاب».[109]
- الصين: قالت المتحدثة باسم وزارة الخارجية هوا تشونينغ: «الصين تحترم اختيار الشعب المصري. كما نأمل أن تتمكن جميع الأطراف المعنية في مصر من تجنب استخدام العنف وحل نزاعاتها بشكل صحيح من خلال الحوار والتشاور وتحقيق المصالحة والاستقرار الاجتماعي».[104]
- كولومبيا: أصدرت وزارة الخارجية بيانا صحفيا جاء فيه أن «الحكومة الوطنية تتابع باهتمام كبير الأحداث الجارية في جمهورية مصر العربية وتعرب عن ثقتها بالشخصيات السياسية المقابلة والمجتمع المصري لبذل قصارى جهودهما لإجراء الانتخابات على وجه السرعة وإعادة إرساء الديمقراطية والنظام الدستوري في ذلك البلد. وتدعو [كولومبيا] أصدقاءهم، أي الشعب المصري، إلى ممارسة حقوقهم بطريقة سلمية وأن تتجنب السلطات المسؤولة عن الانتقال السياسي أي وضع عنيف قد يعوق المصالحة وتطلعات الشعب المصري إلى إقامة ديمقراطية راسخة ومزدهرة في البلد. وستبقى الحكومة الوطنية على علم بتطور الحالة عن طريق سفيرها في جمهورية مصر العربية.»[110]
- فرنسا: تحدث الرئيس فرانسوا هولاند عن تونس كنموذج للربيع العربي في الزيارة التي قام بها إلى هناك زعيم فرنسي منذ الثورة التونسية حيث قال إن الإسلام والديمقراطية «على نفس الطريق.» وقارن ذلك ببلدان الربيع العربي الأخرى بقوله: «أنتم (تونس) تسيرون في الاتجاه الصحيح. ففي ليبيا شابت أعمال العنف عملية الانتقال؛ وفي مصر توقفت العملية الانتقالية بعد إقالة الرئيس المنتخب؛ وفي سوريا أدت الرغبة في التغيير إلى اندلاع الحرب.»[111] وقال وزير الخارجية لوران فابيوس: «في ظل الحالة التي تفاقمت بشكل خطير ومع التوتر الشديد في مصر، أعلن أخيرا عن انتخابات جديدة، بعد فترة انتقالية. [ينبغي وضع جدول زمني يحترم] السلام المدني والتعددية والحريات الفردية وإنجازات التحول الديمقراطي، حتى يتمكن الشعب المصري من اختيار قادته ومستقبلهم بحرية.»[112]
- ألمانيا: قال وزير الخارجية غيدو فيسترفيله: «هذه نكسة كبيرة للديمقراطية في مصر. ومن الملح أن تعود مصر بأسرع ما يمكن إلى النظام الدستوري. هناك خطر حقيقي بأن التحول الديمقراطي في مصر سيتعرض لأضرار بالغة».[102]
- إيران: طلب وزير الخارجية علي أكبر صالحي من الحكومة العسكرية إجراء انتخابات جديدة قريباً. في بيان نشرته وزارة الخارجية: «سوف تحترم إيران المتطلبات السياسية المصرية، ومن المأمول أن تحدث تطورات سياسية مستقبلية لمصلحة الشعب.»[113] قال المتحدث باسم وزارة الخارجية عباس عراقشي إن إيران تشعر بالقلق إزاء«استمرار الاشتباكات بين المعارضة وأنصار مرسي. لسوء الحظ، تركت الاضطرابات خلال الأيام القليلة الماضية عدة قتلى وجرحى، لكن يجب أن يكون المصريون متحدين ويوقفوا العنف».[100] وقال في وقت لاحق: «نحن لا نعتبر التدخل من قبل القوات العسكرية في السياسة ليحل محل إدارة منتخبة ديمقراطيا مناسباً. لا ينبغي إحباط الإسلاميين والثوريين. نحن لا نرى الأحداث الأخيرة في مصر كهزيمة للصحوة الإسلامية».[114]
- العراق: قال المتحدث باسم رئيس الوزراء نوري المالكي علي الموسوي إنه أعرب عن تأييده لخيارات الشعب المصري، بينما يهنئ الرئيس المؤقت عدلي منصور. وقال الموسوي إن العراق «يتطلع إلى تعزيز العلاقات الثنائية» وهو «متأكد من أن الرئيس الجديد سيمضي قدمًا في الخطة الجديدة في إجراء الانتخابات وحماية المصالحة الوطنية».[115]
- إسرائيل: أمر رئيس الوزراء بنيامين نتنياهو وزراء وزارته «بعدم إصدار بيانات عامة أو منح مقابلات»، وفقا لهاآرتس. ومع ذلك، قال وزير النقل يسرائيل كاتس لراديو الجيش الإسرائيلي: «إنها مسألة مصرية؛ يجب أن نقلق بشأن مصالحنا الخاصة، وأنا متأكد من أننا نفعل ذلك».[105] قال نتنياهو للصحيفة الألمانية "فيلت ام سونتاج": «أعتقد أنه على المدى الطويل ستفشل تلك الأنظمة الإسلامية المتطرفة، لأنها لا تقدم ما يتطلبه تطوير دولة اقتصاديا وسياسيا وثقافيا، الإسلام السياسي غير ملائم على الإطلاق للتعامل مع ثورة ثقافية واقتصادية عالمية، فهو يرجع مباشرة إلى العصور الوسطى في مواجهة الانطلاق الكامل للحداثة، ولذلك فمن المحتوم أن يفشل مع الوقت.»[116]
  - قال السفير السابق في مصر إيلي شاكيد: «عدم الاستقرار سيئ لإسرائيل، نقطة».[117] *
- الأردن: جاء في بيان حكومي أنه يحترم رغبات الشعب المصرى وكذلك دور القوات المسلحة.[118]
- الكويت: ذكرت وكالة الأنباء الكويتية: «باسمه واسم البلاد، أعرب صاحب السمو عن تهانئه لرئيس جمهورية مصر، على توليه زمام المبادرة خلال المرحلة الانتقالية والتاريخية».[100] ثم أعطت الكويت 4 مليارات دولار أمريكي كمساعدات بعد عزل الرئيس محمد مرسي.[119]
- لبنان: قام رئيس الوزراء المعين تمام سلام بتهنئة عدلي منصور على تعيينه كرئيس مؤقت.[100]
- ليبيا: في حديثه من روما، قال رئيس الوزراء علي زيدان: «نحن نؤيد أي خيار سياسي من قبل الشعب المصري ونحن معه. إننا ندعم الشعب المصري ونتمنى له السلام والاستقرار حيث أن استقراره وأمنه هما أيضا استقرار وأمن ليبيا. لن تتأثر علاقتنا مع مصر بأي تغيير. إنها إستراتيجية وستكون دائمًا قوية على أساس الاحترام المتبادل والجيرة والأخوة. ليبيا لا تتدخل في الشؤون الداخلية للبلدان الأخرى».[120]
- ماليزيا: قال رئيس الوزراء نجيب رزاق «يجب على الماليزيين التعلم من الصراع في مصر عندما تكون التغييرات التي تريد المطالبة بها ليست ضمانة للازدهار والرفاهية للشعب».[121] ومع ذلك، صرح وزير الشباب والرياضة الماليزي خيري جمال الدين أن «شباب المنظمة الماليزية الشبابية الوطنية للملايو أدانوا الانقلاب واعتقال الدكتور مرسي. اندلعت الحادثة بعد مظاهرة مطولة لم تقتل فحسب، بل تسببت أيضًا في أعمال الشغب والاشتباكات العنيفة بين المؤيدين والمعارضين للحكومة هناك». ووصف مرشد آم توان جورو المنتمي للحزب الإسلامي الماليزي نك عبد العزيز نك مات بأنها «لحظة مظلمة» أخرى تتكرر في مصر. في غضون ذلك، قال الزعيم الفعلي لحزب العدالة الشعبية أنور إبراهيم، إن أي انقلاب عسكري يجب إدانته من قبل الدول الديمقراطية. «لا ينبغي عزل زعيم منتخب ديمقراطيا من خلال انتخابات حرة ونزيهة بهذه الطريقة. [الانقلاب] انتكاسة كبيرة للربيع العربي. مهما كانت الغايات، فالوسيلة غير مبررة.»[122] وأدانت الانقلاب واعتقال الدكتور مرسي. اندلعت حادثة بعد مظاهرة طويلة لم تقتل فحسب، بل جلبت أيضا أعمال الشغب والمواجهات العنيفة بين أنصار ومعارضي الحكومة هناك».[123]
  - وصفه مرشدول أم توان غورو، وهو من الحزب الإسلامي الماليزي، بأنه «لحظة مظلمة» أخرى تتكرر في مصر.
  - في هذه الأثناء، قال زعيم حزب العدالة الشعبي الفعلي أنور إبراهيم إن أي انقلاب عسكري يجب أن تدينه الدول الديمقراطية. «لا ينبغي خلع زعيم منتخب ديمقراطيا من خلال انتخابات حرة ونزيهة بهذه الطريقة. [الانقلاب هو] نكسة رئيسية للربيع العربي. مهما كانت الغايات، فإن الوسائل غير مبررة».[124]
- النرويج: قال وزير الخارجية إسبن بارت إيدي إن النرويج تأسف لأن العملية السياسية لم تفضي إلى حل موحد لمصر، وبدلاً من ذلك تدخل الجيش لإطاحة الرئيس مرسي. «لقد شجعت النرويج دائما مرسي والمعارضة على إيجاد حلول لتحديات البلاد من خلال عملية واسعة وشاملة» وأضافت أن النرويج تقدم الدعم الكامل للتنمية الديمقراطية في مصر، علاوة على ذلك كان من الضروري السماح لحكومة مدنية ذات انتخابات ديمقراطية بسرعة.[125]
- هولندا: قال المتحدث باسم الشؤون القنصلية تون فان فيك «إننا نتابع الحالة في مصر عن كثب. ولكن ليس هناك سبب بالنسبة لنا لإجراء تخفيضات لموظفي سفارتنا في القاهرة أو أن نطلب من الموظفين العودة إلى ديارهم.»[126]
- باكستان: دعا رئيس الوزراء نواز شريف إلى الإفراج الفوري عن الرئيس محمد مرسي. وجاء في بيان صادر عن وزارة الخارجية ما يلي: «لذلك تحث باكستان جميع الأطراف في مصر على معالجة القضايا القانونية والدستورية بطريقة شاملة وسلمية لتمكين البلاد من استعادة المؤسسات الديمقراطية بنجاح في أقرب وقت ممكن. كما ندعو إلى الإفراج الفوري عن الرئيس محمد مرسي».[127]
- فلسطين: دعا رئيس فتح محمود عباس الفلسطينيين إلى «عدم التدخل في الشؤون الداخلية للدول العربية»، والذي قرأته وسائل الإعلام على أنه داعم للإطاحة.[117] وقال حنان عشراوي عضو اللجنة التنفيذية لمنظمة التحرير الفلسطينية: «أنا لا أرى هذا على أنه انقلاب. نرى ذلك اعترافا بإرادة الشعب هناك بالنسبة للقوات المسلحة التي تخدم وتحمي الشعب كما ينبغي».[126]
  -  قطاع غزة: قال يحيى موسى عضو البرلمان في حماس في غزة: "إن حركة حماس لا تتدخل في الشؤون المصرية [وليس لها] تعليق على قرار الجيش المصري بعزل الرئيس مرسي".[102] وقال أحمد يوسف، وهو شخصية بارزة في حماس: "نحن لا نخشى سقوط الرئيس محمد مرسي. [كذا] نخشى أن تؤدي التغييرات الدراماتيكية إلى خروج الأمور عن السيطرة وإراقة الدماء. لا يهمنا سوى الاستقرار في مصر بغض النظر عمن هو المسؤول. مصر شريان حياة لنا. إنها عامل رئيسي في استقرار الوضع الفلسطيني الداخلي - إنها العمود الفقري لنا.[100]

قال عضو الجبهة الشعبية لتحرير فلسطين في اللجنة المركزية في غزة، جميل مزهر، إن المجموعة اليسارية تدعم اختيار الشعب المصري ومطالبه الرئيسية بالحرية والعدالة الاجتماعية. كما رفض أن يصف عمل الجيش بأنه «انقلاب» وأضاف: «الشرعية لا تكمن في صناديق الاقتراع وحدها. إن الشرعية تكمن في نداءات الشعب وتطلعاته؛ والملايين الذين ملأوا شوارع مصر والساحات يطالبون بالتغيير ويدعو إلى الحرية والإدماج السياسي».
- الفلبين: نصح المتحدث باسم الرئيس بينينو أكينو الثالث، إدوين لاسييردا، الفلبينيين بتجنب مناطق الصراع. وأكد لاسييردا أيضا أن موظفي السفارة الفلبينية في القاهرة لن يُسحبوا وأن الشاغل الأول لوزارة الخارجية هو ضمان سلامة المواطنين الفلبينيين في مصر. ومع ذلك، رفض لاسييردا التعليق إذا أيدت الحكومة الفلبينية الإطاحة بمرسي.[129]
- بولندا: قال المتحدث باسم وزارة الخارجية، مارتسين بوساتسكي: "من دواعي القلق أننا تلقينا أخبارًا عن تعليق دستور مصر وإقالة الرئيس محمد مرسي من السلطة. ويجب أن يعامل هذا الحل على أنه تجميد مؤقت للعملية الديمقراطية التي بدأتها الأمة المصرية منذ أكثر من عامين على الأقل. والأمر الأكثر أهمية اليوم هو أن السلطات المصرية الحالية - التي تظل صادقة مع وعودها - تتخذ أسرع الخطوات الممكنة لإعادة السلطة الكاملة إلى ممثلي المجتمع المنتخبين ديمقراطيا.[126]
- قطر: أفادت التقارير أن قطر غير راضية عن هذه الخطوة. في حين قيل إنهم غير راضين عن إغلاق مكاتب الجزيرة في القاهرة.[117] ومع ذلك، أرسل الأمير الجديد، تميم بن حمد آل ثاني، «برقية من التهاني» إلى الرئيس المؤقت الجديد.[130] أصدرت وزارة الخارجية بياناً نصه: «ستستمر قطر في احترام إرادة مصر وشعبها بمختلف أطيافه».[115] بعد شهر من الاحتجاجات وجهود الوساطة الدولية، قال وزير الخارجية خالد العطية إنه لم يتمكن من مقابلة كل أولئك الذين وُعد بأنه يستطيع مقابلتهم، وأن «أمنيتي للإخوة في مصر أن يفرج عن السجناء السياسيين بأسرع ما يمكن لأنهم مفتاح فك هذه الأزمة. وبدون حوار جاد مع جميع الأطراف، والأهم من ذلك مع السجناء السياسيين لأنهم العنصر الرئيسي في هذه الأزمة، أعتقد أن الأمور ستكون صعبة».[131] كما واصلت قطر إرسال شحنات مجانية من النفط كانت قد تعهدت بها في عهد الرئيس محمد مرسي.[132]
- روسيا: أصدرت وزارة الخارجية بياناً نصه: «ونرى أنه من المهم أن تمارس جميع القوى السياسية في مصر ضبط النفس...لكي تأخذ في الاعتبار المصالح الوطنية العامة لأعمالها وأن تبرهن على أنها تسعى جاهدة لحل المشاكل السياسية والاجتماعية-الاقتصادية المتنامية في إطار ديمقراطي، دون عنف ومراعاة لمصالح جميع الفئات الاجتماعية والعقائد الدينية».[102]
- السعودية: كان الملك عبد الله أول رئيس دولة يُرسل رسالة تهنئة إلى الرئيس المؤقت عدلي منصور. «باسمي وباسم شعب المملكة العربية السعودية، أهنئكم على توليكم قيادة مصر في هذه المرحلة الحرجة من تاريخها. وبذلك، فإنني أناشد الله سبحانه وتعالى أن يساعدكم على تحمل المسؤولية التي تقع على عاتقكم لتحقيق آمال شعبنا الشقيق في جمهورية مصر العربية. وفي الوقت نفسه، نصافح بقوة رجال جميع القوات المسلحة، ممثلين بالجنرال عبد الفتاح السيسي، الذين تمكنوا من إنقاذ مصر في هذه اللحظة الحرجة من نفق مظلم الله وحده يمكنه أن يفهم أبعاده وتداعياته، ولكن الحكمة والاعتدال خرجا من هؤلاء الرجال للحفاظ على حقوق جميع الأطراف في العملية السياسية. أرجو أن تقبلوا تحياتنا لكم واحترامنا العميق لأشقائنا في مصر وشعبها، متمنياً لمصر باستقرار وأمن دائمين».[118]
- الصومال:
  - أعلن الشباب على تويتر: «لقد حان الوقت لإزالة تلك النظارات الملونة بالورد ورؤية العالم بدقة كما هو، التغيير يأتي بالرصاصة وحدها؛ ليس الاقتراع. ربما ينبغي أن يتعلم [الإخوان المسلمون] قليلاً من دروس التاريخ وأولئك الذين» انتخبوا ديمقراطياً «أمامهم في الجزائر أو حتى حماس. متى ستستيقظ جماعة الإخوان المسلمين من سباتهم العميق وتدرك عدم جدوى جهودهم في إدخال التغيير. بعد عام من التعثر على العقبات، يذهب حصان الإخوان المسلمين أخيرا إلى ساحة بيع الخيول، ولن يرى ضوء النهار مرة أخرى».[133]
- السودان: اتصل وزير الخارجية علي كرتي بنظيره المصري السابق، محمد كامل عمرو، ليسأل عن الوضع في مصر. وأعرب أيضا عن أمله في أن تتمتع مصر بالأمن والاستقرار والسلام الاجتماعي، بينما قال إن السودان يحترم إرادة الشعب وأن الحدث مسألة داخلية. وعلاوة على ذلك، شدد على الطبيعة الفريدة للعلاقة بين البلدين.[134] وقالت الحكومة أيضا إن الإطاحة كانت «قضية محلية» وأن «السودان يدعو جميع الأطراف في مصر إلى اتخاذ أولوية للحفاظ على استقرار مصر وأمنها وسلامها ووحدتها»، في حين قال إنها تريد «روابط أخوية» مع مصر.
  - قال حسن الترابي، زعيم المعارضة الإسلامية: «هذا انقلاب ضد الدستور، ضد الشرعية. كان (مرسي) أول زعيم منتخب ديمقراطيا.أصدر دستورًا أراده الناس».[135]
- السويد: كتب وزير الخارجية كارل بيلت على تويتر: «أنا مرعوب من العدد الكبير من القتلى في المظاهرات في مصر. لا تستطيع قوات الأمن تجنب المسؤولية».[136] وجاءت التغريدة بعد أن جرى تأكيد وفاة 80 متظاهرا على الأقل وإصابة 411 بعد أن فتحت قوات الأمن النار على متظاهرين مؤيدين لمحمد مرسي على طريق بالقرب من مسجد رابعة العدوية.[137]
- سويسرا: أصدرت وزارة الخارجية الفيدرالية بياناً نصه: «تتوقع سويسرا أن ترى عودة سريعة إلى الديمقراطية التي تشارك فيها جميع القوى الاجتماعية في البلاد والتي تحترم فيها حقوق الإنسان الأساسية. وتعرب عن أملها في التوصل إلى حل سلمي للاستقطاب السياسي الحالي في مصر وتدعو جميع الأطراف إلى التخلي عن استخدام العنف».[126]
- سوريا: وقال الرئيس بشار الأسد لصحيفة الثورة إن "كل من يستخدم الدين في السياسة أو لصالح جماعة على حساب جماعة أخرى سيسقط في أي مكان في العالم. ملخص ما يحدث في مصر هو سقوط ما يسمى الإسلام السياسي.[138] لا يمكنك خداع جميع الناس في كل وقت، ناهيك عن الشعب المصري الذين لديهم حضارة عمرها آلاف السنين، والذين يعتنقون الفكر القومي العربي الواضح. وبعد عام كامل، أصبح الواقع واضحا للشعب المصري. وقد ساعدهم أداء الإخوان المسلمين على رؤية الأكاذيب التي استخدمتها [الحركة] في بداية الثورة الشعبية في مصر."[139]
- تونس: أدانت حكومة الدولة المؤسِسة للربيع العربي «الانقلاب الصارخ»، حيث أعرب زعيم حزب النهضة راشد الغنوشي عن دهشته وقال إن إقالة مرسي من شأنه أن يقوض الديمقراطية ويغذي التطرف.[115]
- تركيا: أشارت تركيا إلى الانقلاب سلباً واستخدمت البيانات والقنوات الدبلوماسية.[140] وقال رئيس الوزراء رجب طيب أردوغان: «بغض النظر عن مكان وجودهم ... الانقلابات سيئة. الانقلابات هي من الواضح أعداء الديمقراطية. أولئك الذين يعتمدون على الأسلحة في أيديهم، أولئك الذين يعتمدون على قوة وسائل الإعلام لا يستطيعون بناء الديمقراطية ... لا يمكن بناء الديمقراطية إلا في صندوق الاقتراع». كما انتقد الغرب لعدم وصفه الأفعال بأنها انقلاب، بينما أشاد بقرار الاتحاد الأفريقي بتعليق مصر بسبب الانقلاب. «لقد فشل الغرب في اختبار الإخلاص. لا أقصد الإهانة، لكن الديمقراطية لا تقبل المعايير المزدوجة».[141] وقال وزير الخارجية أحمد داوود أوغلو في بيان متلفز إن «إطاحة حكومة دخلت السلطة من خلال الانتخابات الديمقراطية، من خلال أساليب غير قانونية - وما هو أسوأ، من خلال انقلاب عسكري - غير مقبول، بغض النظر عن الأسباب».[142] أدان حسين إيليك، المتحدث باسم حزب العدالة والتنمية الحاكم وعضو مجلس الوزراء السابق في إدارة أردوغان، الإطاحة كعلامة على «التخلف» واتهم جيليك الدول الغربية التي لم تسمها بدعم الإطاحة بمرسي. «بعض الدول الغربية لم تقبل صعود جماعة الإخوان المسلمين إلى السلطة. لقد حشدوا الشوارع، ثم أصدروا مذكرة، وهم الآن يقومون بتنظيم الانقلاب». كما نصح أنصار مرسي بتجنب إراقة الدماء ردا على ذلك.
  - كما انتقد زعيم حزب الشعب الجمهوري المعارض، كمال قلجدار أوغلي، الجيش المصري على الإطاحة، «إن تنظيم انقلاب عسكري لتصميم المجتمعات ليس أمرًا صحيحًا في القرن الحادي والعشرين ولا ينبغي قبوله».[143][144]
- الإمارات العربية المتحدة: قال وزير الخارجية عبد الله بن زايد آل نهيان إن حكومته راضية عن التطورات في مصر. كما أشاد آل نهيان بالجيش المصري باعتباره «درعًا قويًا» و«حاميًا»، مع التعبير عن الثقة في أن مصر يمكن أن تتغلب على الأزمة «للتوصل إلى مستقبل آمن ومزدهر».[118]
- المملكة المتحدة: قال رئيس الوزراء ديفيد كاميرون إن المملكة المتحدة «لا تدعم أبدا تدخل الجيش. ولكن ما يجب أن يحدث الآن ... في مصر هو أن تزدهر الديمقراطية وأن يتم الانتقال الديمقراطي الحقيقي وأن جميع الأطراف بحاجة إلى المشاركة في ذلك. وهذا ما ستقوله بريطانيا وحلفائنا بوضوح شديد للمصريين».[100] وقال وزير الخارجية ويليام هيغ إن المملكة المتحدة «لا تدعم التدخل العسكري كوسيلة لحل النزاعات في نظام ديمقراطي». كما وصف الوضع بأنه «خطر» ودعا جميع الأطراف إلى «تجنب العنف» واللجوء إلى «عملية سياسية تضم جميع المجموعات على قدم المساواة مما يؤدي إلى انتخابات مبكرة ونزيهة يمكن لجميع الأطراف التنافس عليها، والحكومة التي يقودها المدنيون».[145]
- الولايات المتحدة: قال الرئيس باراك أوباما إنه «قلق للغاية» بسبب تصرفات الجيش المصري وحث على العودة إلى الحكم الديمقراطي. وأمر إدارته بمراجعة مساعدات الولايات المتحدة إلى مصر.[146] وأضاف: «لا انتقال إلى الديمقراطية يأتي دون صعوبة، ولكن في النهاية يجب أن يبقى صادقا مع إرادة الشعب. حكومة صادقة وقادرة وتمثيلية هي ما يسعى المصريون العاديون وما يستحقونه. تستند الشراكة الطويلة الأمد بين الولايات المتحدة ومصر على المصالح والقيم المشتركة، وسنواصل العمل مع الشعب المصري لضمان نجاح انتقال مصر إلى الديمقراطية».
- اليمن: هنأ الرئيس عبد ربه منصور هادي نظيره المصري، عدلي منصور، مما أثار غضب شركائه الائتلافيين الإسلاميين.[147]
  - قال حامد الأحمر، العضو البارز في الجماعة اليمنية للإصلاح، الذي دعم مرسي منذ أن تشكلت الحركة من قبل أعضاء جماعة الإخوان المسلمين اليمنيين: «ما حدث في مصر كان قلبًا للديمقراطية. بقلوب صادقة، يجب أن نطلب من الله مساعدة مرسي».[147]

### أخرى
- تنظيم القاعدة: علق أيمن الظواهري في شريط فيديو على الإنترنت بانتقاد الإسلاميين لفقدانهم السلطة وعدم الاتحاد لتطبيق الشريعة. وقال: «المعركة لم تنته، لقد بدأت للتو.. على الأمة الإسلامية أن تقدم الضحايا والتضحيات لتحقيق ما تريد، واستعادة السلطة من السلطة الفاسدة التي تحكم مصر».[بحاجة لمصدر]